# Comuna Velîka Berizka, Seredîna-Buda
Velîka Berizka (în ucraineană Велика Берізка) este o comună în raionul Seredîna-Buda, regiunea Sumî, Ucraina, formată din satele Iasna Poleana, Lukașenkivske, Peremoha, Troiițke și Velîka Berizka (reședința).

## Demografie
Componența lingvistică a comunei Velîka Berizka
     Rusă (88,56%)
     Ucraineană (11,17%)
     Alte limbi (0,27%)
Conform recensământului din 2001, majoritatea populației comunei Velîka Berizka era vorbitoare de rusă (88,56%), existând în minoritate și vorbitori de ucraineană (11,17%).